# Шанхайский связной
«Шанхайский связной» (англ. China Strike Force) — гонконгский боевик 2000 года.

## Сюжет
Жестокое убийство одного из наркобаронов во время VIP-приема в фешенебельном клубе развязывает настоящую войну между воротилами наркобизнеса, уже поделившими рынок Юго-Восточной Азии, и дерзкими «новичками», стремящимися войти в дело и получить свою долю… Автомобильные гонки на головокружительной скорости, ожесточенные перестрелки и практически не прекращающиеся рукопашные схватки с участием мировых звезд боевых искусств наполняют фильм сумасшедшим драйвом, подобно катанию на аттракционах. Весь этот ошеломляющий аттракцион несется сквозь парилки китайских бань, заброшенные доки, многолюдные улицы и сверкающие ночи Шанхая.

## В ролях
| Актёр            | Роль        |
| ---------------- | ----------- |
| Марк Дакаскос    | Тони Лау    |
| Аарон Квок       | Дэррен Тонг |
| Ван Лихун        | Алекс Чун   |
| Норика Фудзивара | Норика      |
| Кулио            | Кулио       |
| Руби Линь        | Руби        |